# Heterobranchus longifilis

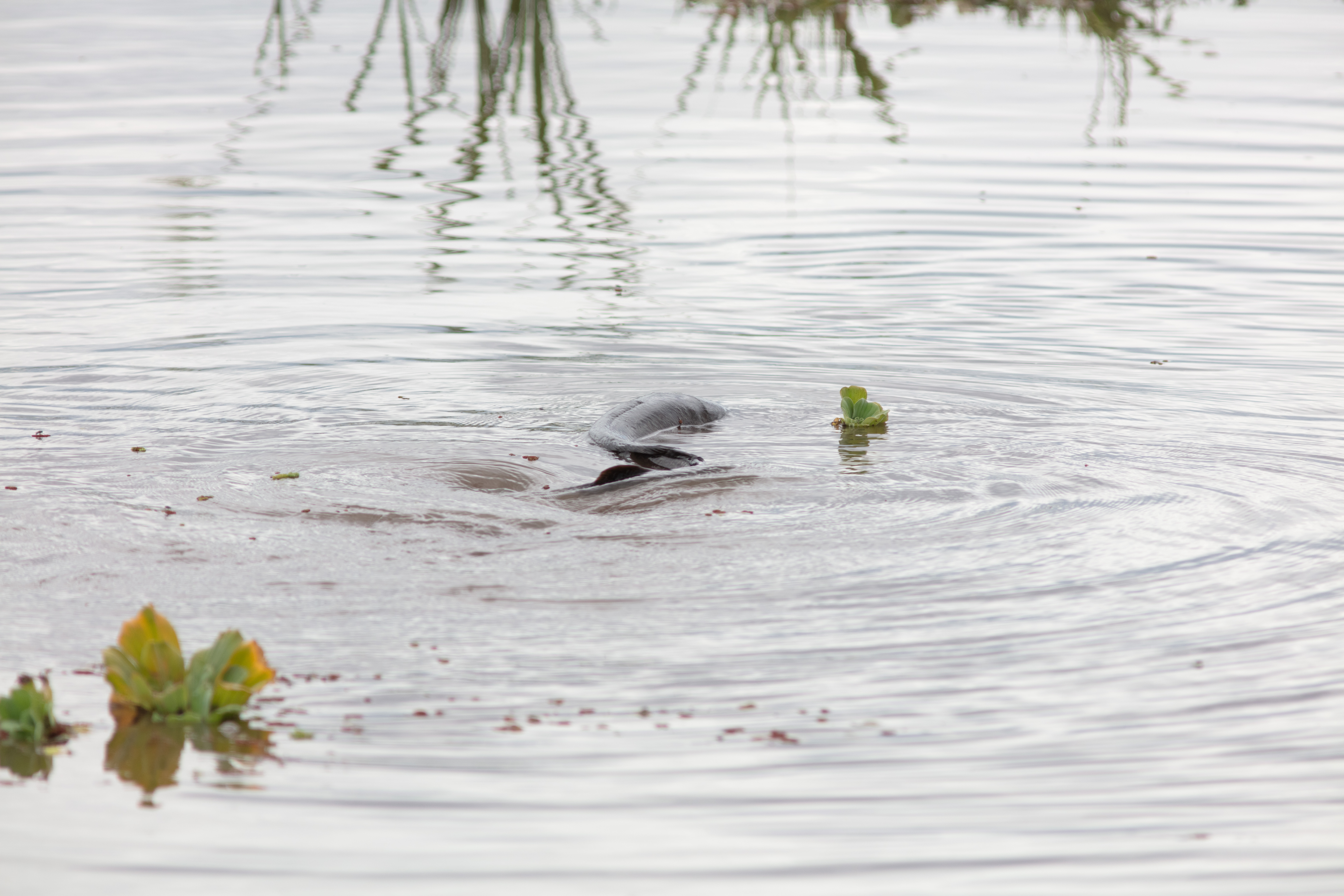
Vundu en aguas poco profundas buscando presas en el parque nacional de Amboseli, Kenia.

El vundu (Heterobranchus longifilis) es una especie de pez de la familia Clariidae en el orden de los Siluriformes.

## Morfología
• Los machos pueden llegar a alcanzar los 150 cm de longitud total y los 55 kg de peso, aunque se cree que pueden crecer más de 2 metros y pesar hasta 70 kg. Es junto con la perca del nilo y el pez tigre goliat, uno de los peces de agua dulce más grandes de África y en realidad es el pez de agua dulce más grande del sur de África.

## Distribución geográfica
Se encuentran en África: ríos  Nilo,  Níger,  Senegal,  Congo y Zambeze. También está presente en los lagos  Tanganika y  Edward, y en las cuencas costeras que hay entre Guinea y Nigeria.

## Peligro para los humanos
A pesar de que el vundu no tenga la voracidad o la capacidad de atacar a un ser humano adulto, este pez ha sido culpable de la desaparición de niños y bebes a la orilla del rio cuando sus madres lavan la ropa y se cree que el vundu se siente atraído por el olor a jabón en el agua. También se sabe de pescadores que fueron arrastrados al agua y ahogados por su gran fuerza. En parte es porque los pescadores del Zambeze suelen amarrar el hilo de pesca a su pie para asegurarse de que cuando un pez pique estén atentos.